# 24060 Schimenti
24060 Schimenti è un asteroide della fascia principale. Scoperto nel 1999, presenta un'orbita caratterizzata da un semiasse maggiore pari a 2,2571964 UA e da un'eccentricità di 0,0562408, inclinata di 6,67571° rispetto all'eclittica.